# Colline de l'Arx
Pour les articles homonymes, voir Arx.
La colline de l'Arx (littéralement « colline de la citadelle », puisqu'en latin, Arx signifie « citadelle », « forteresse ») est la partie nord-est de la colline du Capitole, séparée de la partie méridionale, du Capitolium proprement dit, par une dépression, l’intermontum. Cette partie nord de la colline est aussi nommée l’Arx Capitolin. Elle s’élève à environ 48 mètres au-dessus du niveau de la mer, et sa surface couvre approximativement un hectare.
L’Arx est l’endroit le mieux protégé de Rome, d’où l'on pouvait guetter l’arrivée d’éventuels ennemis. La citadelle s’appuyait sur un roc taillé à pic. Les Sabins s’en emparèrent grâce à la trahison de Tarpeia (d’où le nom de la roche Tarpéienne, d'où étaient jetés certains condamnés à mort), mais elle est restée inviolée lors de l'invasion des Gaulois de Brennus : une légende raconte que les oies du temple de Junon Moneta réveillèrent Marcus Manlius Capitolinus, qui empêcha les Gaulois de s'emparer du site, dernier bastion de la résistance romaine.
Quand l'armée était convoquée, un étendard rouge flottait sur la citadelle. D'autre part, l'Arx était le lieu où officiaient les Augures, ils prenaient les auspices depuis l’Auguraculum. On y cueillait les herbes sacrées nécessaires pour les rites des Fétiaux. Mais le seul sanctuaire important de l'Arx était le temple de Junon Moneta, à l'emplacement précis duquel s'élève aujourd'hui la basilique Santa Maria in Aracoeli, sur le Capitole,  ainsi que l'atelier monétaire installé à côté, lui devant son nom.
Elle préserva une importance militaire jusqu’au Ier siècle av. J.-C., bien qu’il n’y ait jamais eu de garnison permanente. 
Sur la pente sud-est fut construit le Tabularium surplombant le Forum Romanum.